# Кузьмина, Клавдия Алексеевна
Клавдия Алексеевна Кузьмина (1923, Тбилиси — 01.07.2008) — советский и российский учёный. Доктор медицинских наук, профессор (1971), более 15 лет заведовала кафедрой в Саратовском медицинском институте (ныне университет). Автор многократно издававшейся работы «Лечение пчелиным мёдом и ядом».

## Биография
Родилась в семье красноармейца и медсестры.
В 1941 году окончила с отличием среднюю школу в Самаре.
Во время Великой Отечественной войны была санитаркой в эвакогоспитале.
Окончила с отличием лечебный факультет Саратовского медицинского института, где училась в 1943—1948 гг.; затем на кафедре фармакологии того же института, одной из старейших в России, провела три года в аспирантуре. В 1952 году защитила кандидатскую диссертацию, посвящённую токсикологии соединений мышьяка. Ученица многолетнего заведующего той кафедрой профессора К. А. Шмелева.
С 1952 по 1962 год ассистент на кафедре фармакологии альма-матер, а с 1962 по 1972 год на кафедре патологической физиологии, где с 1967 года доцент, а с 1970 — профессор. С 1960 по 1974 год по совместительству помощник декана лечебного факультета. В 1970 году защитила докторскую диссертацию «Патофизиологический анализ механизмов действия токсинов газовой гангрены на нервную систему». С 1972 по 1989 год заведующая кафедрой общей биологии (сменила проф. А. С. Константинова). С 1974 по 1990 год член специализированных ученых советов своего института и ВНИИПЧИ «Микроб».
Являлась членом Центрального методического Совета и проблемной учебно-методической комиссии по генетике при Минздраве СССР.
Входила в правление Всесоюзного научного общества фармакологов.
Под её руководством защитились 4 кандидата наук и 1 доктор наук. В своей докторской диссертации «Патофизиологический анализ механизмов действия токсинов газовой гангрены на нервную систему» (1969, выполнена на патологической физиологии имени академика А. А. Богомольца Саратовского государственного медицинского университета) К. А. Кузьмина провела электрический анализ функционального состояния всех звеньев спинальной рефлекторной дуги (рецепторов, афферентных и эфферентных нервных проводников и центров спинного мозга); было установлено, что токсины газовой гангрены резко нарушают функцию всех звеньев спинальной рефлекторной дуги.
Награждена орденом «Знак почёта», медалью «За доблестный труд», знаками «Отличник здравоохранения» и «Высшая школа», юбилейными наградами и почётными грамотами.
К. А. Кузьминой посвящена монография канд. мед. наук В. С. Софьина «Апитерапия» (М., 2016; под ред. проф. М. Ю. Ледванова).
Автор 170 печатных работ, 9 монографий, автор более 50 учебно-методических пособий. Её перу принадлежит много раз издававшаяся и также за рубежом научно-популярная книга «Лечение пчелиным мёдом и ядом» (10-е. изд. — Саратовский университет, 1988).
Работы
- Кузьмина К. А. Применение пчелиного меда и яда в медицине. Саратов, 1965. 78 с.
- Кузьмина К. А. Продукты пчеловодства и здоровье. Саратов : Изд-во Сарат. ун-та, 1986. — 151 с. (2-е изд. — Саранск: Саратовского университета Саранский филиал, 1988 г. — 151 с. — ISBN 5-292-00183-X)
- Кузьмина К. А. Справочник по апитерапии: 201 рецепт сохранения молодости, красоты и здоровья / К. А. Кузьмина; НПП «Биотенк». — Саратов: Изд-во СГМУ, 1993. — 64 с.
- Кузьмина К. А. Применение пчелиного меда, яда, маточного молочка, воска и прополиса в лечебных целях. М.: Колос, 2000. 145 с.
- Человек и его здоровье. Учебное пособие / К. А. Кузьмина, С. И. Белянина, И. В. Сергеева и др. — СГМУ, 2010. — 75 с.

Редактор:
- Астафьева, Н. Г. Растения и аллергия / Н. Г. Астафьева, В. А. Адо, Л. А. Горячкина; под ред. К. А. Кузьминой. — Саратов : СГУ, 1986. — 335 с.